# Sint-Petrus-en-Pauluskerk (Amsterdam)
De Sint-Petrus-en-Pauluskerk is een Nederlands oudkatholiek kerkgebouw aan de Ruysdaelstraat in de wijk Duivelseiland in Amsterdam. 

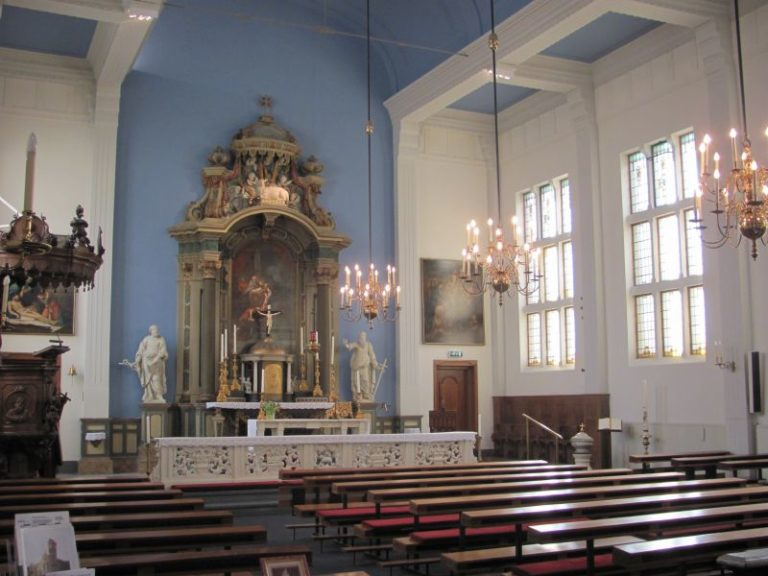
Het Dordts draaitabernakel

De kerk, pastorie en leringkamer vormen een geheel en werden ontworpen door Johan W.F. Hartkamp jr., een leerling van Hendrik Petrus Berlage. Het kerkcomplex werd in 1914 opgeleverd als voorzetting van schuilkerk 'De Ooievaar' aan de Barndesteeg.
Een bijzonder object in deze kerk is het veel oudere Dordts Draaitabernakel uit 1789, dat via een gift aan De Ooievaar in de Amsterdamse parochie terecht kwam. Eén van de makers was Jacob van Strij. 

## literatuurverwijzing
E. van Dooremalen. Dordts Tabernakel in Amsterdam. In: Tijdschrift van de historische Vereniging Oud-Dordrecht, jrg 41 (2023), nr. 3, p. 231-234.